# Gotfryd Fryderyk Alf
Gotfryd Fryderyk Alf (ur. 1831, zm. 1898) – pionier ruchu baptystycznego w Królestwie Kongresowym, niemiecki duchowny baptystyczny i przywódca powstającej denominacji tego wyznania w zaborze rosyjskim.

## Życiorys
Z wykształcenia był wiejskim nauczycielem. Uczył we wsi Adamów koło Pułtuska. Należał do środowiska niemieckich neopietystów w Kościele Luterańskim, zajmował stanowisko kantora, odpowiedzialnego za prowadzenie nabożeństw w czasie nieobecności duchownego. Efektem jego poszukiwań religijnych było nawiązanie kontaktu z baptystami z Prus Wschodnich, w wyniku czego 28 listopada 1858 w grupie 26 osób przyjął chrzest w obrządku baptystycznym z rąk Wilhelma Weissa. Odtąd stał się głównym propagatorem tej odmiany chrześcijaństwa na terenie Królestwa Kongresowego. Udał się na studia w baptystycznym seminarium teologicznym w Hamburgu. W 1859 został ordynowany na duchownego.
Był pastorem zboru w Kicinie. W 1896 został pozbawiony przez władze carskie prawa wykonywania posługi. Osiadł w miejscowości Mogielnica w gminie Siedliszcze k. Lublina, gdzie oddał się pracy na własnym gospodarstwie. Tam też zmarł i został pochowany.

## Pisma
Jego spuścizna pisarska w części została zamieszczona w publikacji Albert W. Wardin, Gotfryd Fryderyk Alf. Pionier ruchu baptystycznego na ziemiach polskich, Warszawa 2003.